# Labastide-du-Vert
Labastide-du-Vert är en kommun i departementet Lot i regionen Occitanien i södra Frankrike. Kommunen ligger i kantonen Catus som tillhör arrondissementet Cahors. År 2022 hade Labastide-du-Vert 276 invånare.

## Befolkningsutveckling
Antalet invånare i kommunen Labastide-du-Vert
| Referens: INSEE |